# Tilfosio
Tilfusio o Tilfosio (en griego antiguo: Τιλϕωσαΐον) es el nombre de una antigua ciudad griega de Beocia.
Según Estrabón, se encontraba en las proximidades del lago Copaide, entre Alalcómenas y Coronea. También existía un monte llamado Tilfosio, una fuente llamada Tilfosa o Telfusa y un templo de Apolo Tilfosio en sus proximidades.